# Ride or Die (2021)
Ride or Die (japanische Schreibweise 彼女) ist ein Film von Ryuichi Hiroki, der am 15. April 2021 weltweit in das Programm von Netflix aufgenommen wurde. Es handelt sich dabei um eine Realverfilmung des Yuri-Mangas  „Gunjō“ (羣青) von Ching Nakamura.

## Produktion

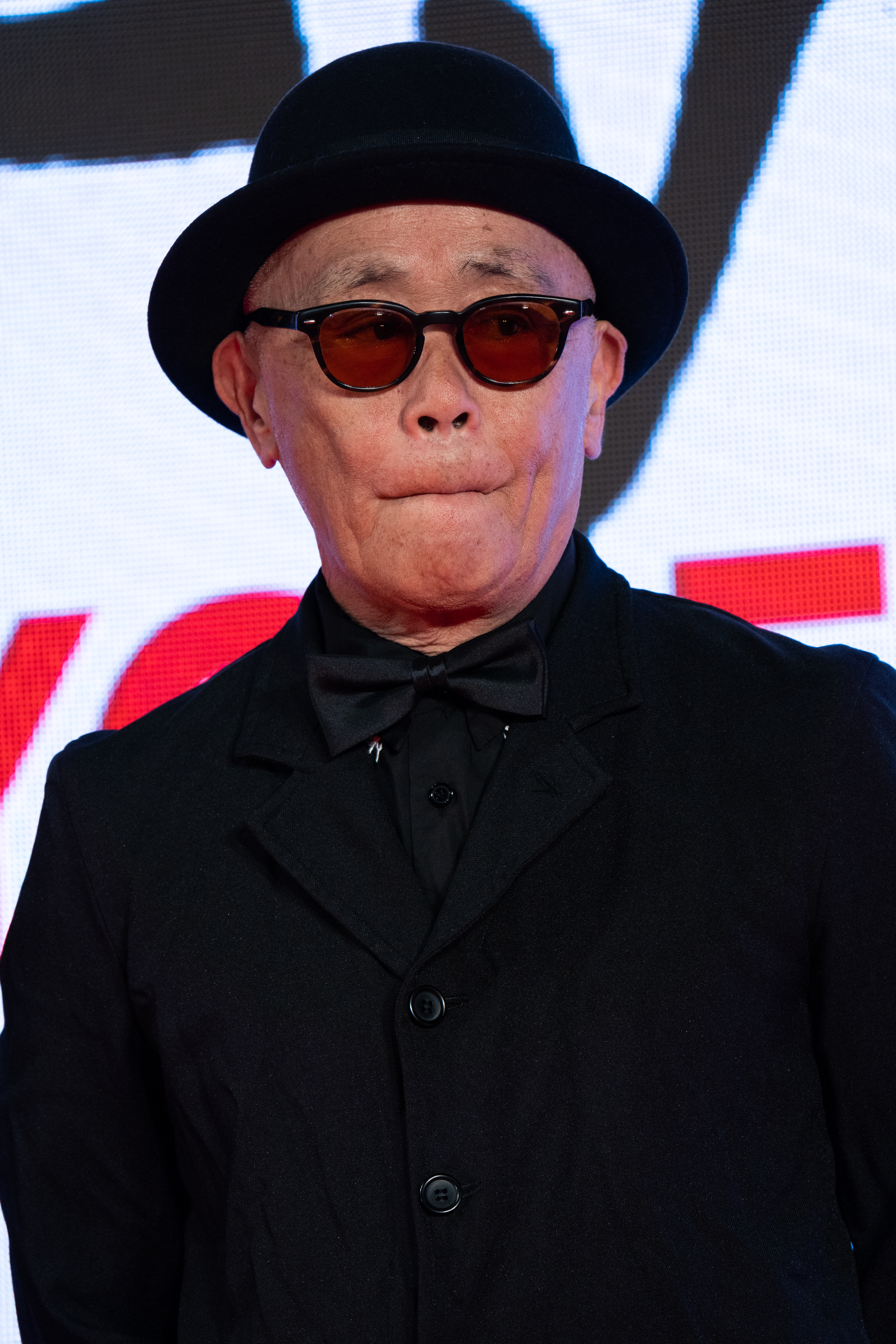
Regisseur Hiroki Ryuichi

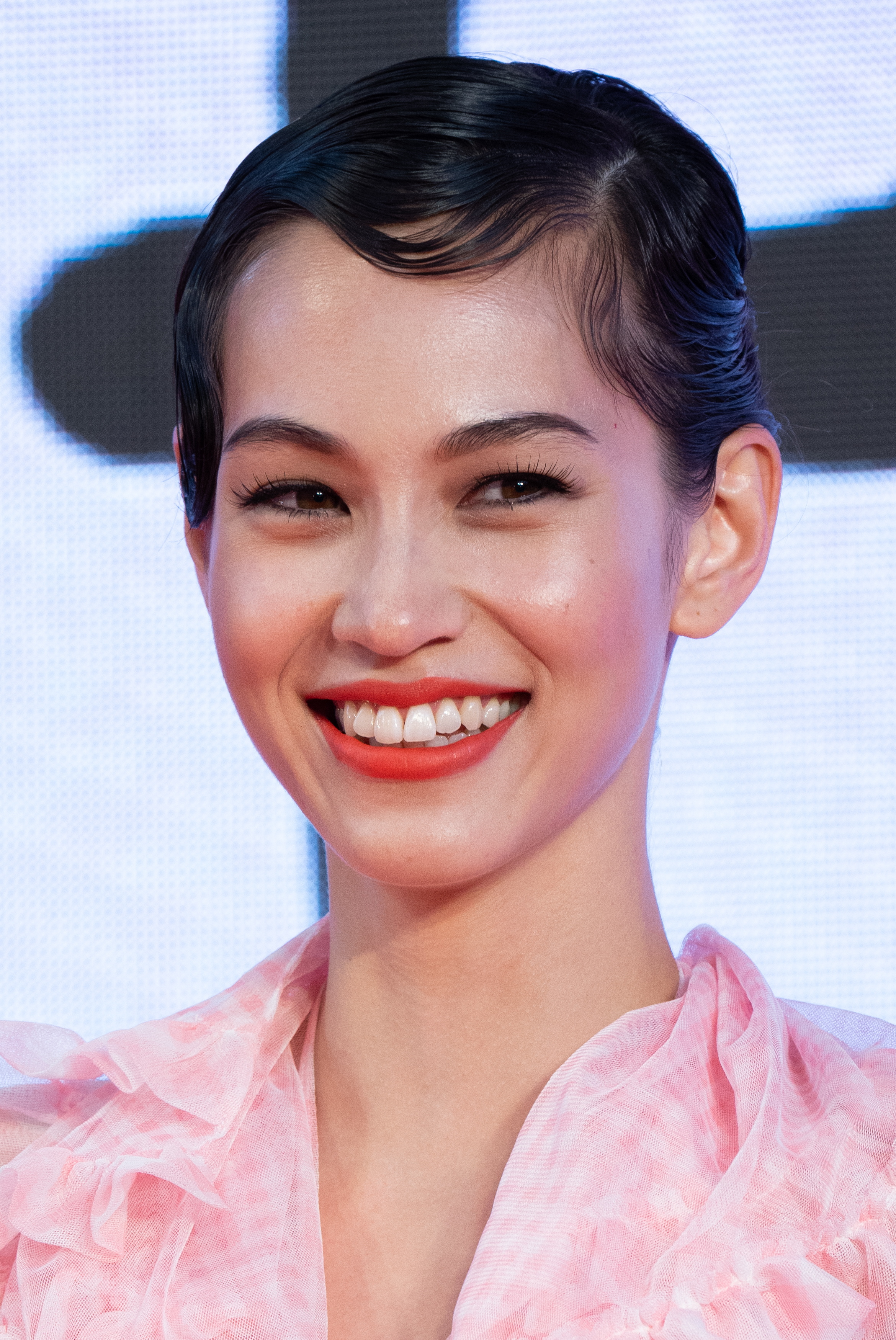
Kiko Mizuhara spielt die Chirurgin Rei Nagasawa

Es handelt sich bei Ride or Die um eine Realverfilmung des Yuri-Mangas, solchen, in denen die Liebe zwischen Frauen im Mittelpunkt steht, Gunjō (Japanisch 羣青) von Ching Nakamura.
Regie führte Ryuichi Hiroki, das auf Gunjō basierende Drehbuch schrieb Nami Sakkawa. Die Filmmusik stammt von Haruomi Hosono.
Der Film wurde am 15. April 2021 weltweit in das Programm von Netflix aufgenommen.

## Altersfreigabe
In den USA erhielt der Film von der MPAA ein R-Rating, was einer Freigabe ab 17 Jahren entspricht. In Deutschland wird der Film von Netflix ab 16 Jahren empfohlen.